# جزء الثانية الترليوني
جزء الثانية الترليوني أو بيكو ثانية وحدة للوقت تعادل جزء من تريليون جزء من الثانية أو واحدا على المليون من المليون من الثانية.